# Başkale (district)
Başkale is een Turks district in de provincie Van en telt 63.123 inwoners (2007). Het district heeft een oppervlakte van 2730,9 km². Hoofdplaats is Başkale.
De bevolkingsontwikkeling van het district is weergegeven in onderstaande tabel.
| 1997   | 2000   | 2007   |
| ------ | ------ | ------ |
| 49.676 | 55.563 | 63.123 |